# Thuylamea
Thuylamea is een geslacht van kreeftachtigen uit de klasse van de Malacostraca (hogere kreeftachtigen).

## Soorten
De volgende soorten zijn bij het geslacht ingedeeld:
- Thuylamea camelus Nguyên, 2001[1]
- Thuylamea shiranui Komai, 2018[2]